# امیر پایور
امیر پایور (زاده ۱۲۹۳ قزوین - ۱۳۸۲ تهران) بازیگر سینما و تلویزیون ایران بود.

## نقش‌آفرینی
وی دارای تحصیلات کارشناسی شیمی و مهندسی معدن از دانشکده علوم نانسی فرانسه بود؛ و بازی در سینما را از سال ۱۳۶۹ با فیلم «نقش عشق» ساخته شهریار پارسی پور آغاز نمود.

## فیلم‌شناسی
- عشق گمشده
- رقص با رؤیا
- عشق کافی نیست
- زندگی (فیلم ۱۳۷۶)
- ابر و آفتاب
- لیلا (فیلم)
- بوی پیراهن یوسف
- بوی خوش زندگی
- سفر (فیلم ۱۳۷۳)
- نقش عشق
- دیوار شیشه ای (مجموعه تلویزیونی، ۱۳۸۰-۱۳۷۹)